# Phosphofructokinase-2
La phosphofructokinase-2 (PFK-2) ou fructose-bisphosphatase-2 (FBPase-2) est une enzyme bifonctionnelle, dotée à la fois d'une activité kinase et d'une activité phosphatase, qui catalyse les réactions :
| kinase :      | ATP + β-D-fructose-6-phosphate → ADP + β-D-fructose-2,6-bisphosphate ; |
| phosphatase : | β-D-fructose-2,6-bisphosphate + H2O → D-fructose 6-phosphate + Pi.     |
Chez l'homme, il en existe plusieurs isoformes, dont une codée par le gène PFKFB3, situé sur le chromosome 10. Elle participe à la régulation de la phosphofructokinase-1, laquelle intervient à la 3e étape de la glycolyse pour convertir le fructose-6-phosphate en fructose-1,6-bisphosphate, et joue par conséquent un rôle déterminant dans la vitesse de la glycolyse et de la gluconéogenèse.
Il s'agit d'un dimère de deux sous-unités identiques de 55 kDa chacune. Ces sous-unités possèdent chacune un domaine kinase et un domaine phosphatase. La phosphorylation du résidu de sérine-32 favorise l'activité phosphatase, tandis que l'absence de phosphorylation de ce résidu favorise l'activité kinase. Le demaine PFK2 est étroitement apparenté à la superfamille des protéines de liaison aux mononucléotides tels que l'adénylate cyclase, tandis que le domaine FBPase2 est apparenté à la même famille de protéines que les phosphoglycérate mutases.

## Fonction
La PFK-2/FBPase-2 possède une double activité enzymatique antagoniste, à savoir une activité kinase catalysant la phosphorylation du D-fructose-6-phosphate (Fru-6-P) en D-fructose-2,6-bisphosphate (Fru-2,6-BP) par l'ATP, et une activité phosphatase catalysant l'hydrolyse du Fru-2,6-BP en Fru-6-P et Pi :

Activités kinase à gauche et phosphatase à droite de la PFK-2/FBPase-2.

Le D-fructose-2,6-bisphosphate est un activateur allostérique de la phosphofructokinase-1 (PFK-1), ce qui a pour effet de stimuler la glycolyse et de faire chuter le taux de glucose dans le cytoplasme.

## Structure et régulation
La PFK-2/FBPase-2 est un homodimère de deux sous-unités de 55 kDa chacune arrangées en tête-à-tête pour former d'un côté un domaine phosphatase et de l'autre un domaine kinase, ce dernier du côté N-terminal des deux chaînes polypeptidiques. La sérine-32 de ces chaînes peut être phosphorylée, ce qui modifie la conformation de la protéine favorisant l'activité phosphatase FBPase-2 ; lorsque la Ser-32 n'est pas phosphorylée, c'est au contraire l'activité kinase PFK-2 qui est favorisée.
- La phosphorylation de la sérine-32 est catalysée par la protéine kinase A, activée par l'AMPc, elle-même produite comme second messager par l'adénylate cyclase sous l'effet du glucagon, qui a donc indirectement pour effet d'arrêter la glycolyse en favorisant la formation de D-fructose-6-phosphate à partir du D-fructose-2,6-bisphosphate, dont la concentration diminue, ce qui bloque la phosphofructokinase-1.

- L'enzyme est au contraire déphosphorylée sous l'effet de la protéine-phosphatase-1 (PP1), elle-même activée par le D-fructose-6-phosphate, dont le taux augmente en même temps que celui du glucose : l'activité kinase PFK-2 convertit le D-fructose-6-phosphate en D-fructose-2,6-bisphosphate, ce qui réactive la phosphofructokinase-1, et donc la glycolyse.